# Mokksha

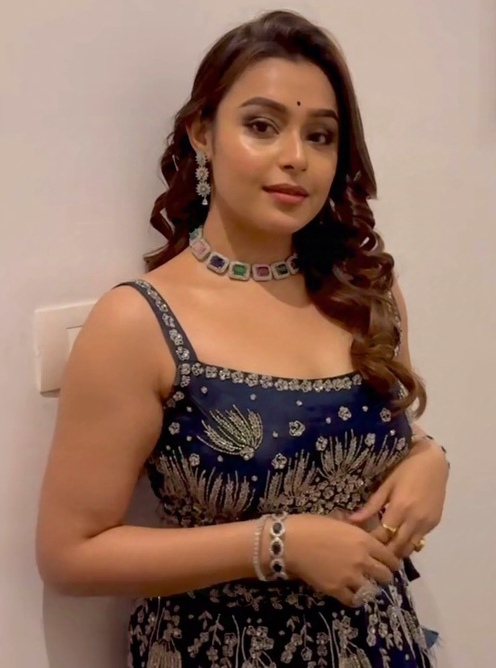
Mokksha

Pritha Sengupta (* im 20. Jahrhundert), beruflich bekannt als Mokksha, ist eine indische Filmschauspielerin und klassische Tänzerin, die in bengali-, telugu- und malayalamsprachigen Filmen auftritt. Sie ist für ihre Hauptrollen in Neethone Nenu, I Hate You und Kallanum Bhagavathiyum bekannt.

## Leben
Mokksha wurde als Pritha Sengupta geboren und stammt aus Barrackpore, Distrikt Uttar 24 Pargana in Kolkata, Westbengalen, Indien. Sie besuchte die Douglas Memorial Higher Secondary School. Mokksha arbeitete als Lehrerin an der St. Augustine's Day School in Barrackpore, wo sie auch Tanz unterrichtete. Sie arbeitete und studierte parallel. Sie ist eine klassische Tänzerin mit Ausbildung in Bharatanatyam, Kathak und Odissi.
Mokksha ist eine praktizierende Hindu. Im August 2024 führte sie in Santoshpur, Kolkata, einen Straßentanz zu einem Lied des Dichters Kazi Nazrul Islam auf, um ihre Solidarität mit den Protesten gegen die Vergewaltigung und Ermordung einer Frau in Kolkata im Jahr 2024 auszudrücken. Das Video ging auf Social-Media-Plattformen viral.